# (223685) Hartopp
(223685) Hartopp est un astéroïde de la ceinture principale.

## Description
(223685) Hartopp est un astéroïde de la ceinture principale. Il fut découvert le 18 août 2004 à Begues par José Manteca. Il présente une orbite caractérisée par un demi-grand axe de 2,78 UA, une excentricité de 0,11 et une inclinaison de 14,0° par rapport à l'écliptique.

## Compléments